# Талановка (приток Саянзаса)
Талановка — река в России, протекает по Крапивинскому району Кемеровской области.
Устье реки находится в 26 км по левому берегу реки Саянзас. Длина реки составляет 11 км.

## Данные водного реестра
По данным государственного водного реестра России относится к Верхнеобскому бассейновому округу, водохозяйственный участок реки — Томь от города Новокузнецк до города Кемерово, речной подбассейн реки — Томь. Речной бассейн реки — (Верхняя) Обь до впадения Иртыша.